# Oliver Luck

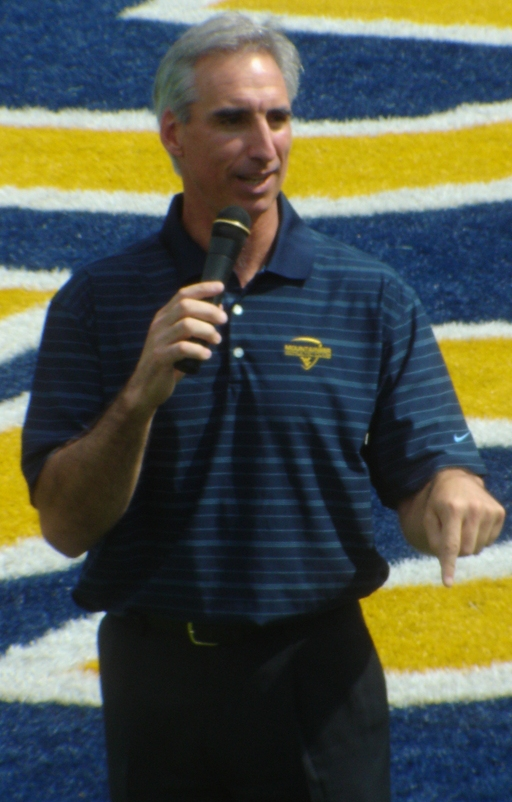
Oliver Luck als CEO der XFL

Oliver Francis Luck (* 5. April 1960 in Cleveland, Ohio) ist ein ehemaliger US-amerikanischer American-Football-Spieler auf der Position des Quarterbacks. Nach seiner aktiven Karriere wurde er Sportfunktionär und war Commissioner und Chief Executive Officer der Football-Liga XFL.

## Leben
Im College Football spielte er für die West Virginia Mountaineers der  West Virginia Universität. Im NFL Draft 1982 wurde er als dritter Quarterback auf Position 44 von den Houston Oilers ausgewählt, für die er von 1982 bis 1986 spielte.
Nach der Beendigung seiner NFL-Karriere beendete er erfolgreich sein Jurastudium an der University of Texas in Austin. Anschließend ging nach Washington, D.C. und arbeitete in einer Anwaltskanzlei.
Ab 1991 war er General Manager der Frankfurt Galaxy in der World League of American Football und bis 1992 für die Entwicklung der Mannschaft verantwortlich. In gleicher Position leitete er von 1995 bis 1996 Rhein Fire. Dabei halfen ihm seine Sprachkenntnisse aufgrund seiner deutschen Abstammung mütterlicherseits. 
Von 1996 bis 2000 leitete er als Präsident die NFL Europe. 
Als Präsident und General Manager gründete er 2005 die neue Fußball-Mannschaft der Houston Dynamo in der Major League Soccer mit und bestimmte deren Geschicke bis 2010. 
Bei der National Collegiate Athletic Association arbeitete er ab 2014, bis er 2018 die Leitung der Football-Liga XFL übernahm. 2020 wurde er aufgrund der Einstellung des Spielbetriebes durch die COVID-19-Pandemie von Vince McMahon entlassen.
Oliver Luck ist verheiratet. Sein Sohn ist der ehemalige NFL-Quarterback Andrew Luck.